# Slag bij Barbalissos

Kaart van de regio

De Slag bij Barbalissos vond plaats in 252 in Syria en was een onderdeel van de Romeins-Perzische oorlogen.

## Context
Sinds 224 hadden de Sassaniden de macht overgenomen in Iran (Perzië). Sjah Sjapoer I (241-272) hervatte de Romeins-Perzische oorlogen. De Romeinse keizer Philippus I Arabs (244-249) kon zijn opmars stuiten dankzij een grote afkoopsom. Na de dood van Philippus I Arabs zette Sjapoer zijn veroveringen verder. Eerst verwijderde hij Tiridates II van de Armeense troon, veroverde Mesopotamië en viel Syria binnen. Ter hoogte van Barbalissos (zie kaart) stonden de legers tegenover elkaar.
De Romeinen hadden een troepenmacht van ongeveer 60 000 man, hoe groot de strijdkracht van Sjapoer was, is onduidelijk. Door tactiek en strategie overwon Sjapoer de Romeinen. Nadien stootte hij verder door richting Middellandse zee. In 253 veroverde hij Antiochië en Dura Europos in 256.